# Anoectangium integrifolium
Anoectangium integrifolium là một loài rêu trong họ Pottiaceae. Loài này được (P. Beauv.) Schwägr. mô tả khoa học đầu tiên năm 1811.